# Bill Shine
Bill Shine (julio de 1963) es un productor de televisión de Estados Unidos. En julio de 2018 se anunció que sería el director de comunicaciones para la administración de Trump en la Casa Blanca en sustitución de Hope Hicks.  Fue copresidente de Fox News de agosto de 2016 al 1 de mayo de 2017, cargo del que dimitió tras denuncias de encubrimiento de acoso sexual del expresidente de la cadena Roger Ailes y de Bill O’Reilly uno de los presentadores estrella. 

## Biografía
Shine creció en Farmingville, Long Island, Nueva York junto a su hermano gemelo. Tiene un B.A. en comunicaciones por la Universidad Estatal de Nueva York en Oswego. Tras su estancia en la universidad empezó a trabajar como productor en la televisión Local de Long Island, a principios de 1985 en WLIG-TV.

### Trayectoria en la Fox
Shine empezó a trabajar para la Fox como productor sénior de Hannity & Colmes y fue forzado a dejar la red por su participación  en su cultura de sexual harassment.
En 1999, fue productor sénior prime time para Fox News. y al año siguiente productor ejecutivo de Fox para los programas prime-times del Fox News Channel.
En 2001, en The Edge, de Fox News Channel, la psíquica Sylvia Browne dijo que sabía dónde estaba ubicado el cuerpo de Chandra Levy. En Judith Regan Tonight, de Fox News Channel, el psíquico James Van Praagh habló sobre Chandra Levy. Shine respondió preguntas sobre el hecho de que los videntes aparecieran en Fox News Channel diciendo que los videntes eran "parte de la historia" porque la familia Levy había consultado a algunos. Shine dijo que los videntes proporcionan "otra opinión, otro lado de la historia".
En 2004, Shine fue vicepresidente de producción de Fox News Channel. El año siguiente asumió la vicepresidencia sénior de programación del canal.
Durante casi dos décadas trabajó junto al presidente de Fox y director ejecutivo Roger Ailes quien tuvo que abandonar la cadena tras diversas acusaciones por acoso sexual de empleadas de la misma. El nuevo presidente ejecutivo, Rupert Murdoch, nombró a Shine y Jack Abernethy como copresidentes de notícias y negocio en agosto de 2016.
En julio de 2016 asumió la copresidencia de Fox News tras la dimisión del presidente Roger Ailes acusado de cometer abusos sexuales por parte de varias empleadas del canal. En septiembre de 2016 la Fox indemnizó con 20 millones a la veterana presentadora Gretchen Carlson que había denunciado a Ailes por acoso sexual. Sheine se enfrentó además al menos a cuatro pleitos en contra de Fox sobre acoso sexual o discriminación racial contra la compañía y con acusaciones directas de haber encubierto ese acoso.
El 1 de mayo de 2017 dimitió como copresidente de la Fox News en el marco de las acusaciones en el canal informativo más visto en Estados Unidos. Su dimisión se produjo pocas semanas después de que Fox despidiera a Bill O’Reilly, su presentador estrella, después de que se supiera que la compañía había pagado compensaciones millonarias ante denuncias de acoso sexual contra el periodista. Shine era un aliado cercano a Ailes y, según una de las demandantes, uno de sus protectores en la cadena ante las quejas de abusos. fue sucedido en su puesto por Suzanne Scott, que había sido vicepresidenta senior de programación y desarrollo desde 2009.

## Administración Trump
Sheine aceptó una oferta en junio de 2018 para trabajar en la administración Trump como diputado Jefe de la Casa Blanca director de comunicación. El 5 de julio de 2018, la polémica designación de Shine se hizo oficial, a pesar de sus críticas de personas como Bill Kristol, y destacadas protestas incluso de Larry Klayman del Judicial Watch, desde webs conservadoras como Newsmax. En particular, quienes presentaron objeciones citaron el conocimiento de Shine de que el canal contrató detectives privados para intimidar a presuntas víctimas de Roger Ailes..
Su nombramiento se interpreta también como falta de sensibilidad por parte del Presidente Trump al movimiento Me Too contra el acoso sexual.

## Personal
Shine está casado a Darla Brillo, también antigua productora de Fox News. Tienen un hijo, Connor e hija, Hannah.